# Pézènes-les-Mines
Cet article possède un paronyme, voir Pézenas.
Pézènes-les-Mines est une commune française située dans le centre du département de l'Hérault en région Occitanie.
Exposée à un climat méditerranéen, elle est drainée par la Peyne, la Thongue, le ruisseau de Courbezou, le ruisseau de Vèbre et par divers autres petits cours d'eau. La commune possède un patrimoine naturel remarquable : un site Natura 2000 (« le Salagou ») et trois zones naturelles d'intérêt écologique, faunistique et floristique. 
Pézènes-les-Mines est une commune rurale qui compte 236 habitants en 2022, après avoir connu un pic de population de 551 habitants en 1831. Ses habitants sont appelés les Pézénols. Elle fait partie de l'aire d'attraction de Bédarieux.

## Géographie

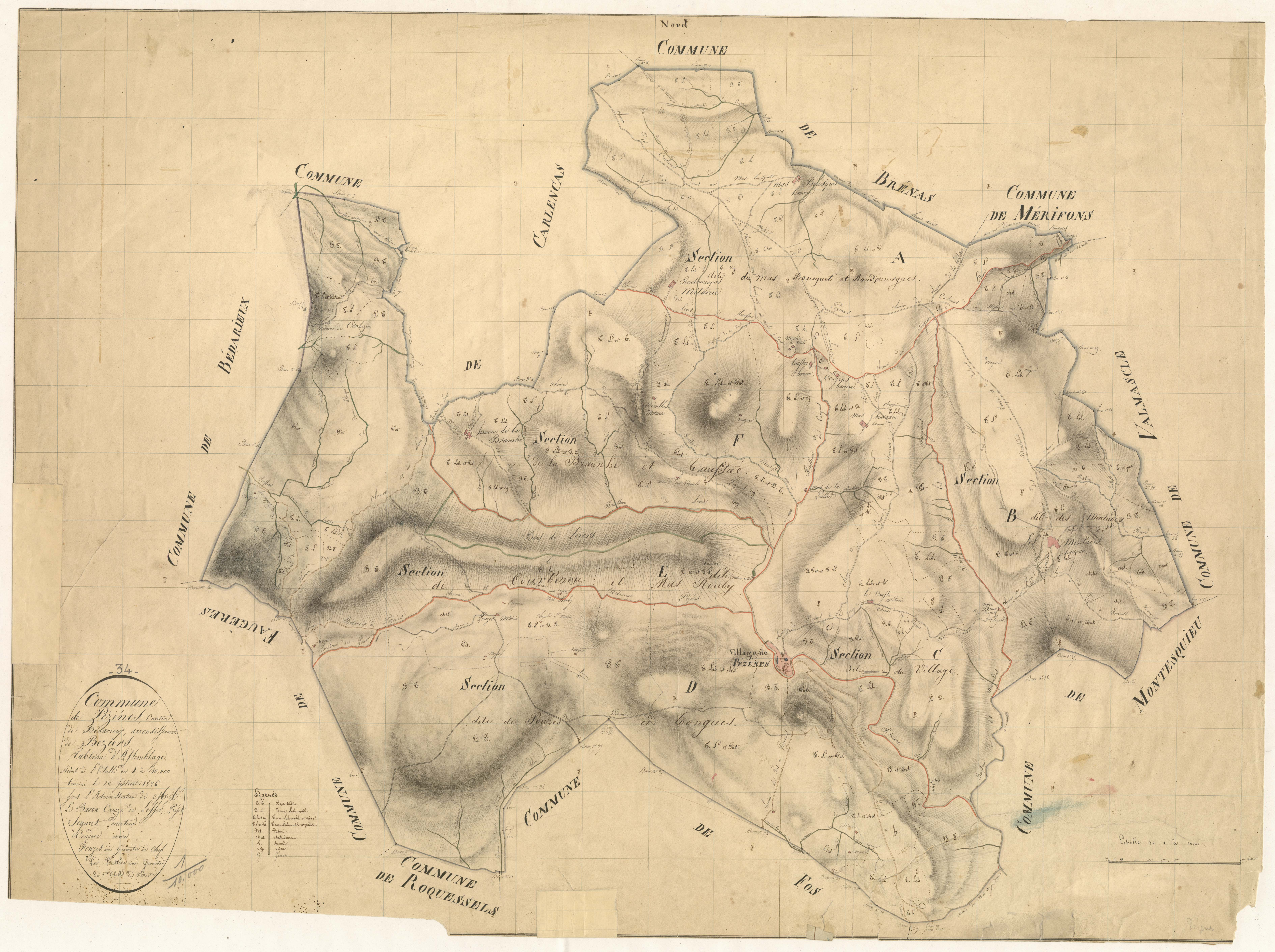
Casdastre napoléonien : tableau d'assemblage (1826)

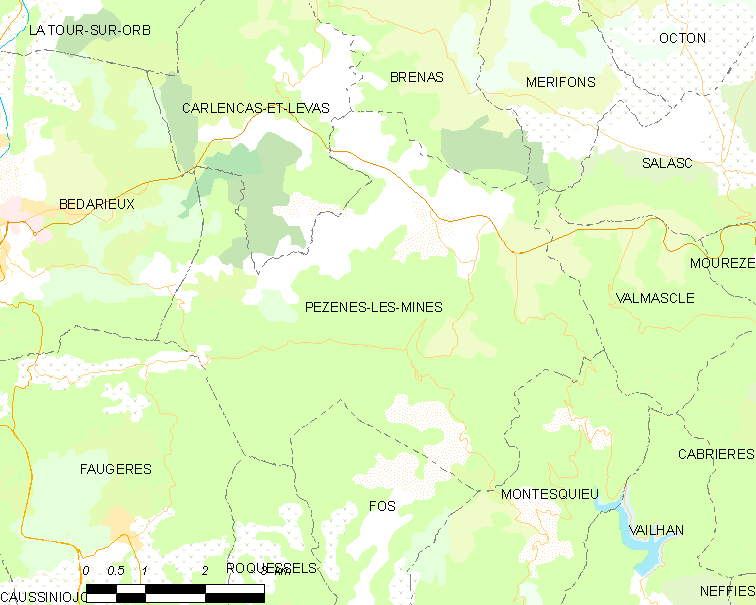
Carte

La commune de Pézènes-les-Mines est située à dix kilomètres à l'est de Bédarieux, vingt kilomètres à l'ouest de Clermont-l'Hérault et environ trente kilomètres au nord de Béziers. La commune est composée du village de  Pézènes-les-Mines et de cinq hameaux (les Vignals, la Braunhe, les Montades, le Mas Bousquet, Taussac) et deux domaines (Pouzes et Roudanergue). Elle est entourée par les communes de Brenas, Mérifons, Valmascle, Montesquieu, Fos, Roquessels, Faugères, Bédarieux et Carlencas-et-Levas.
Le cœur du village est situé entre Bédarieux et Fos. Le centre-village est d'origine moyenâgeuse. Il s'entortille autour d'un château féodal des XIe et XIIe siècles. Le château est situé sur une colline au-dessus du village et le domine. Dans la vallée coule la rivière Peyne, qui se jette dans l'Hérault près de Pézenas après avoir traversé le barrage des Olivettes près de Vailhan. La Thongue et le ruisseau Courbezou passent également à Pézènes-les-Mines. Les vieilles maisons qui s'élancent vers le ciel dominent les ruelles et escaliers montant vers le château. Le village est situé dans une vallée boisée entre les collines des vignobles de Faugères et à proximité du parc naturel régional du Haut-Languedoc.
À proximité de la commune se trouvent le lac du Salagou, un lac de barrage dans le paysage roux (ruffes) du bassin permien de Lodève et au sud du lac le cirque de Mourèze. Il s'agit d'un cirque dolomitique où l'érosion a façonné un paysage ruiniforme, aux formes extraordinaires.

### Communes limitrophes
| Carlencas-et-Levas | Brenas            | Mérifons    |
| Bédarieux          | Pézènes-les-Mines | Valmascle   |
| Faugères           | Roquessels, Fos   | Montesquieu |

### Climat
Pour des articles plus généraux, voir Climat de l'Occitanie et Climat de l'Hérault.
En 2010, le climat de la commune est de type climat méditerranéen franc, selon une étude s'appuyant sur une série de données couvrant la période 1971-2000. En 2020, Météo-France publie une typologie des climats de la France métropolitaine dans laquelle la commune est exposée à un climat méditerranéen et est dans la région climatique  Provence, Languedoc-Roussillon, caractérisée par une pluviométrie faible en été, un très bon ensoleillement (2 600 h/an), un été chaud (21,5 °C), un air très sec en été, sec en toutes saisons, des vents forts (fréquence de 40 à 50 % de vents > 5 m/s) et peu de brouillards.
Pour la période 1971-2000, la température annuelle moyenne est de 12,8 °C, avec une amplitude thermique annuelle de 15,6 °C. Le cumul annuel moyen de précipitations est de 990 mm, avec 7,3 jours de précipitations en janvier et 2,8 jours en juillet. Pour la période 1991-2020, la température moyenne annuelle observée sur la station météorologique la plus proche, située sur la commune de Bédarieux à 8 km à vol d'oiseau, est de 13,7 °C et le cumul annuel moyen de précipitations est de 982,0 mm,. Pour l'avenir, les paramètres climatiques de la commune estimés pour 2050 selon différents scénarios d'émission de gaz à effet de serre sont consultables sur un site dédié publié par Météo-France en novembre 2022.

### Milieux naturels et biodiversité

#### Réseau Natura 2000

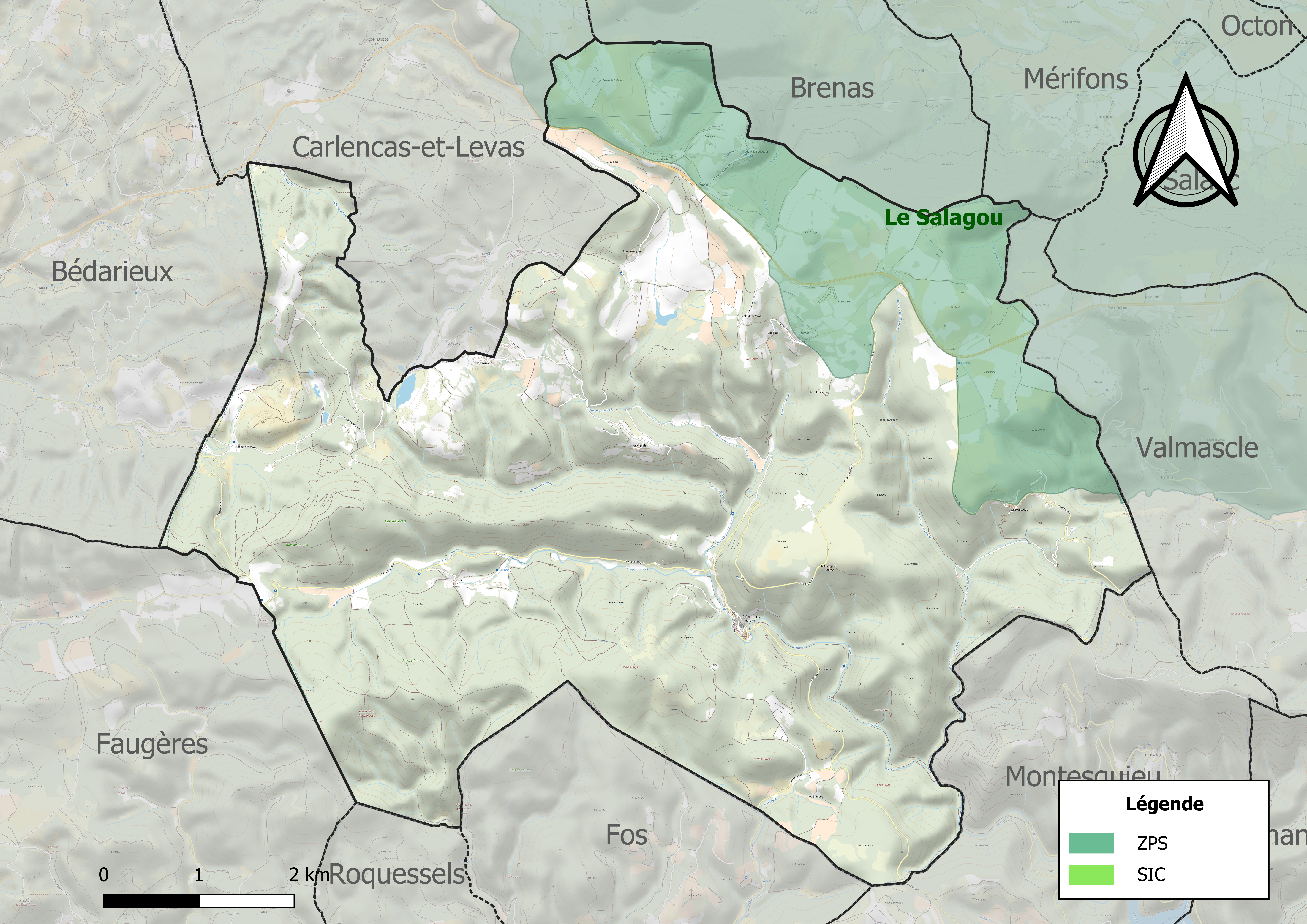
Sites Natura 2000 sur le territoire communal.

Le réseau Natura 2000 est un réseau écologique européen de sites naturels d'intérêt écologique élaboré à partir des directives habitats et oiseaux, constitué de zones spéciales de conservation (ZSC) et de zones de protection spéciale (ZPS). 
Un site Natura 2000 a été défini sur la commune au titre  de la directive oiseaux : « le Salagou », d'une superficie de 12 794 ha, effectuant la transition entre la plaine languedocienne et les premiers contreforts de la montagne Noire et du Larzac. Outre l'aigle de Bonelli, trois autres espèces d'oiseaux ont également été prises en compte dans la délimitation de la ZPS, l'Outarde canepetière, le Blongios nain et le Busard cendré.

#### Zones naturelles d'intérêt écologique, faunistique et floristique
L’inventaire des zones naturelles d'intérêt écologique, faunistique et floristique (ZNIEFF) a pour objectif de réaliser une couverture des zones les plus intéressantes sur le plan écologique, essentiellement dans la perspective d’améliorer la connaissance du patrimoine naturel national et de fournir aux différents décideurs un outil d’aide à la prise en compte de l’environnement dans l’aménagement du territoire. 
Deux ZNIEFF de type 1 sont recensées sur la commune :
le « plateau agricole de Maussades » (309 ha), couvrant 3 communes du département et 
le « plateau dolomitique de Levas » (655 ha), couvrant 4 communes du département
et une ZNIEFF de type 2, : 
le « plateau de Carlencas-et-Levas » (6 239 ha), couvrant 11 communes du département.

Carte des ZNIEFF de type 1 et 2 à Pézènes-les-Mines.
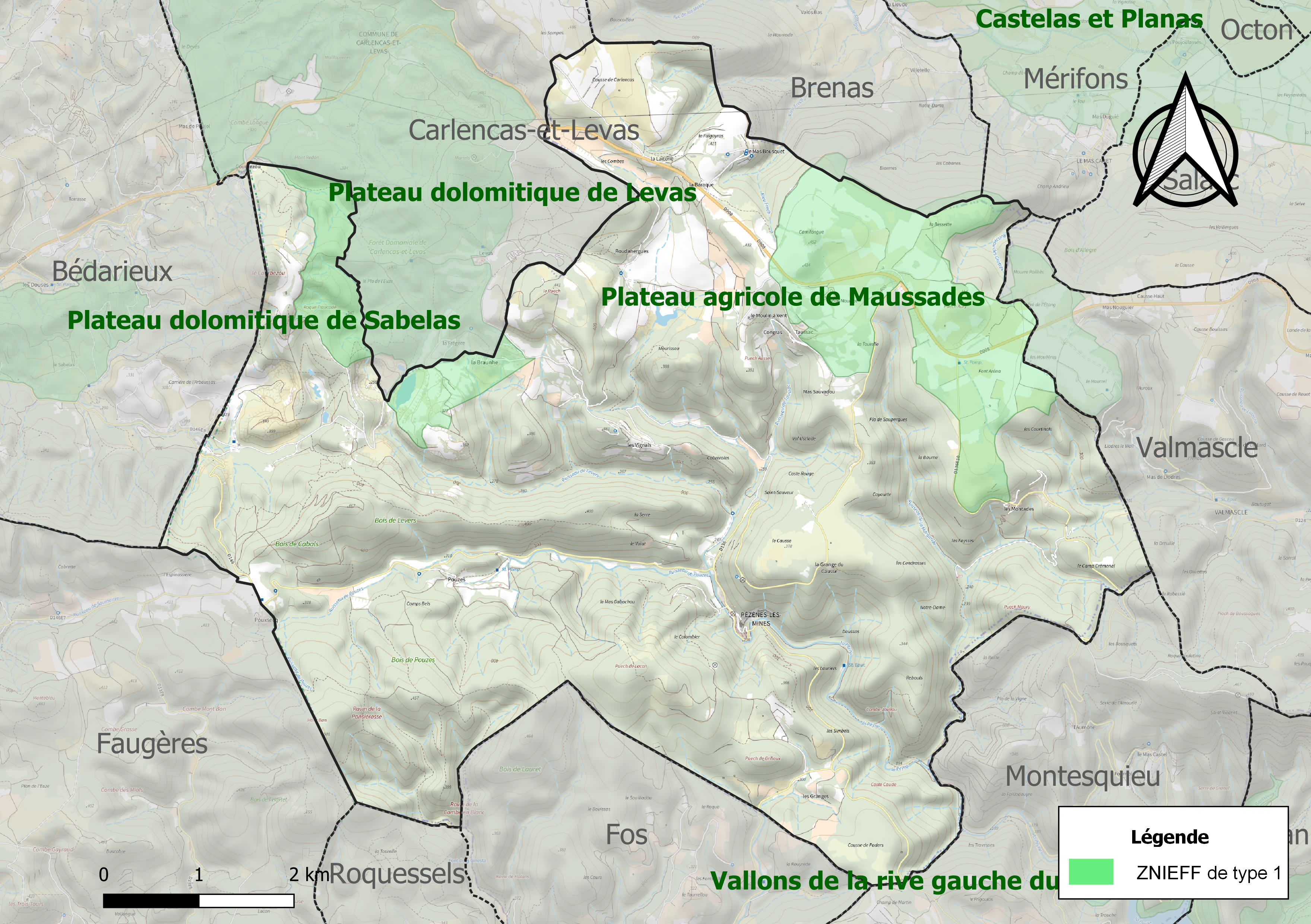
Carte des ZNIEFF de type 1 sur la commune.
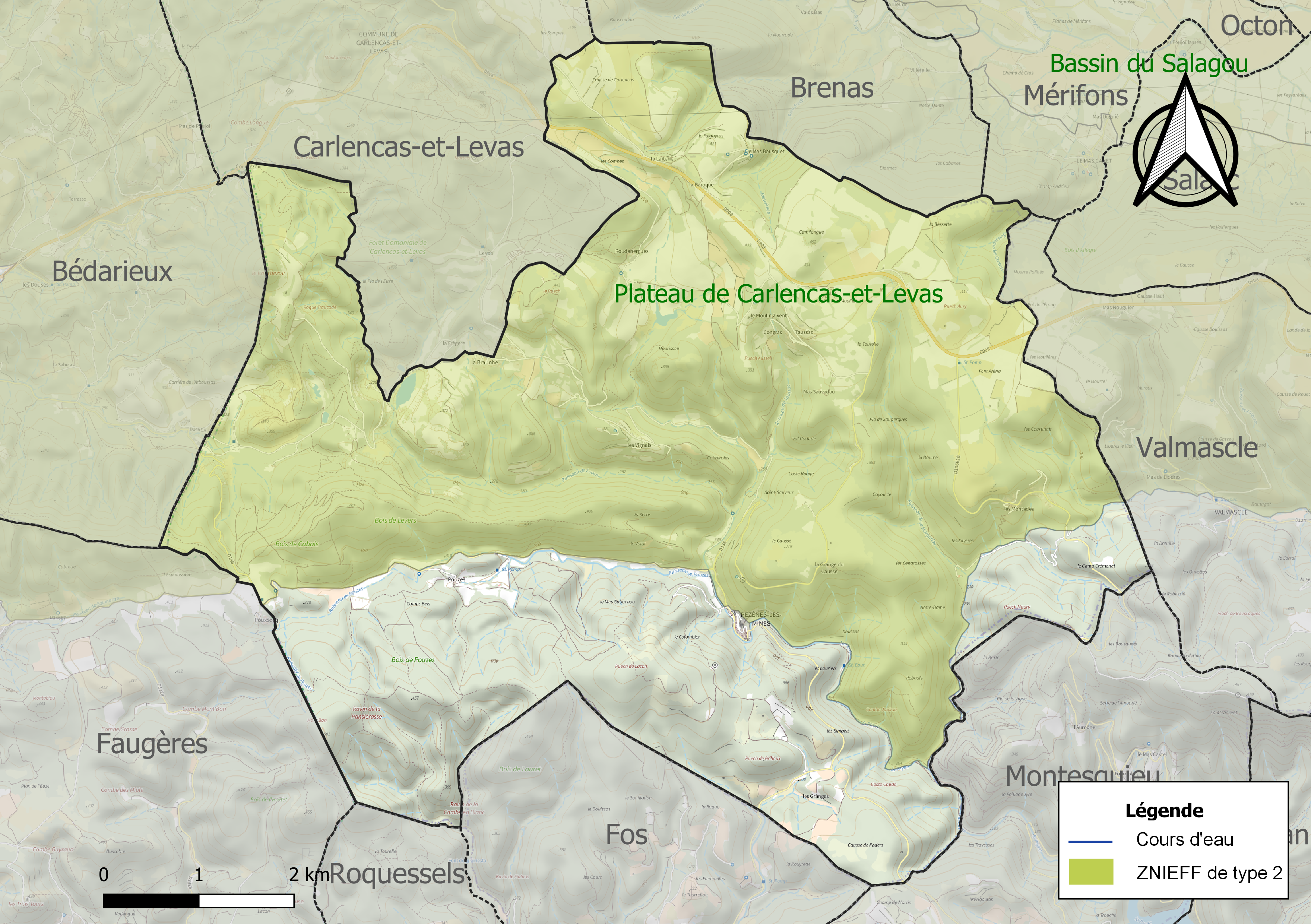
Carte de la ZNIEFF de type 2 sur la commune.

## Urbanisme

### Typologie
Au 1er janvier 2024, Pézènes-les-Mines est catégorisée commune rurale à habitat très dispersé, selon la nouvelle grille communale de densité à sept niveaux définie par l'Insee en 2022.
Elle est située hors unité urbaine. Par ailleurs la commune fait partie de l'aire d'attraction de Bédarieux, dont elle est une commune de la couronne,. Cette aire, qui regroupe 26 communes, est catégorisée dans les aires de moins de 50 000 habitants,.

### Occupation des sols
L'occupation des sols de la commune, telle qu'elle ressort de la base de données européenne d’occupation biophysique des sols Corine Land Cover (CLC), est marquée par l'importance des forêts et milieux semi-naturels (78,5 % en 2018), en diminution par rapport à 1990 (83 %). La répartition détaillée en 2018 est la suivante : 
forêts (66,6 %), zones agricoles hétérogènes (14,3 %), milieux à végétation arbustive et/ou herbacée (11,9 %), prairies (7,2 %). L'évolution de l’occupation des sols de la commune et de ses infrastructures peut être observée sur les différentes représentations cartographiques du territoire : la carte de Cassini (XVIIIe siècle), la carte d'état-major (1820-1866) et les cartes ou photos aériennes de l'IGN pour la période actuelle (1950 à aujourd'hui).

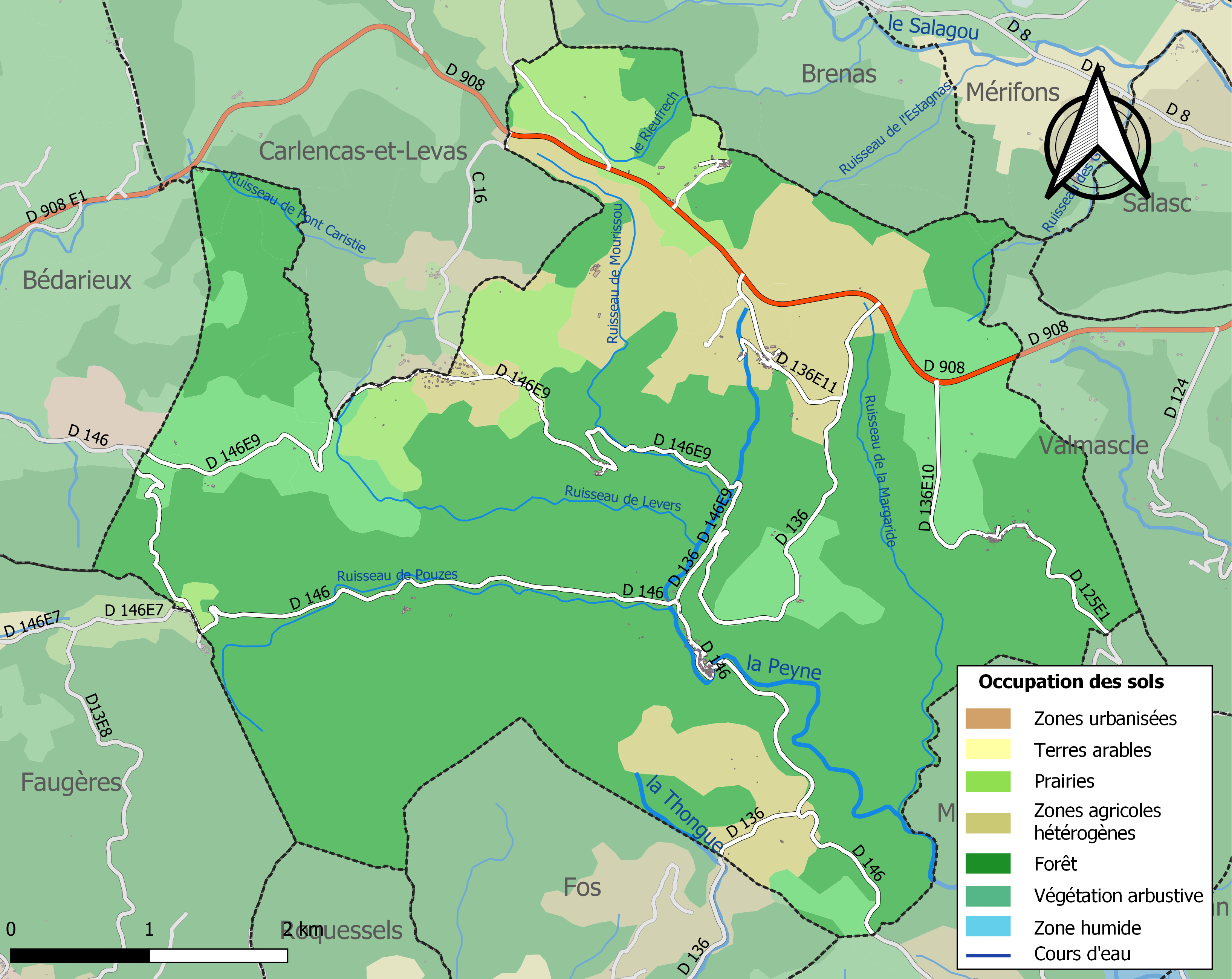
Carte des infrastructures et de l'occupation des sols de la commune en 2018 (CLC).

### Risques majeurs
Le territoire de la commune de Pézènes-les-Mines est vulnérable à différents aléas naturels : météorologiques (tempête, orage, neige, grand froid, canicule ou sécheresse), inondations, feux de forêts et séisme (sismicité très faible). Il est également exposé à un risque technologique,  le transport de matières dangereuses, et à deux risques particuliers : le risque minier et le risque de radon. Un site publié par le BRGM permet d'évaluer simplement et rapidement les risques d'un bien localisé soit par son adresse soit par le numéro de sa parcelle.

#### Risques naturels
Certaines parties du territoire communal sont susceptibles d’être affectées par le risque d’inondation par débordement de cours d'eau, notamment la Peyne et la Thongue. La commune a été reconnue en état de catastrophe naturelle au titre des dommages causés par les inondations et coulées de boue survenues en 1982 et 2014,.
Pézènes-les-Mines est exposée au risque de feu de forêt. Un plan départemental de protection des forêts contre les incendies (PDPFCI) a été approuvé en juin 2013 et court jusqu'en 2022, où il doit être renouvelé. Les mesures individuelles de prévention contre les incendies sont précisées par deux arrêtés préfectoraux et s’appliquent dans les zones exposées aux incendies de forêt et à moins de 200 mètres de celles-ci. L’arrêté du 25 avril 2002 réglemente l'emploi du feu en interdisant notamment d’apporter du feu, de fumer et de jeter des mégots de cigarette dans les espaces sensibles et sur les voies qui les traversent sous peine de sanctions. L'arrêté du 11 mars 2013 rend le débroussaillement obligatoire, incombant au propriétaire ou ayant droit,.

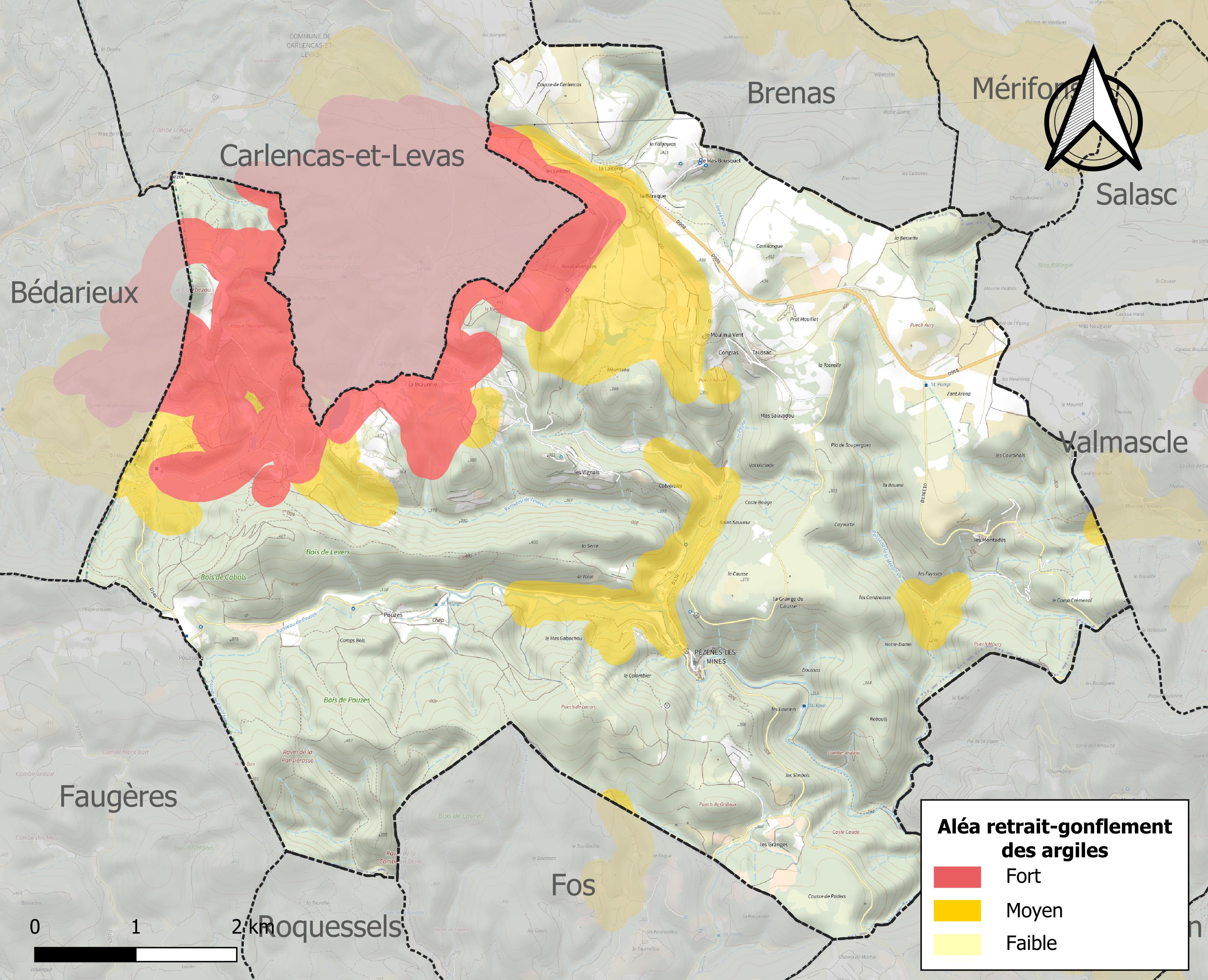
Carte des zones d'aléa retrait-gonflement des sols argileux de Pézènes-les-Mines.

Le retrait-gonflement des sols argileux est susceptible d'engendrer des dommages importants aux bâtiments en cas d’alternance de périodes de sécheresse et de pluie. 22 % de la superficie communale est en aléa moyen ou fort (59,3 % au niveau départemental et 48,5 % au niveau national). Sur les 180 bâtiments dénombrés sur la commune en 2019, 41 sont en aléa moyen ou fort, soit 23 %, à comparer aux 85 % au niveau départemental et 54 % au niveau national. Une cartographie de l'exposition du territoire national au retrait gonflement des sols argileux est disponible sur le site du BRGM,.
Par ailleurs, afin de mieux appréhender le risque d’affaissement de terrain, l'inventaire national des cavités souterraines permet de localiser celles situées sur la commune.

#### Risques technologiques
Le risque de transport de matières dangereuses sur la commune est lié à sa traversée par des infrastructures routières ou ferroviaires importantes ou la présence d'une canalisation de transport d'hydrocarbures. Un accident se produisant sur de telles infrastructures est susceptible d’avoir des effets graves sur les biens, les personnes ou l'environnement, selon la nature du matériau transporté. Des dispositions d’urbanisme peuvent être préconisées en conséquence.

#### Risque particulier
L’étude Scanning de Géodéris réalisée en 2008 a établi pour le département de l’Hérault une identification rapide des zones de risques miniers liés à l’instabilité des terrains.  Elle a été complétée en 2015 par une étude approfondie sur les anciennes exploitations minières du bassin houiller de Graissessac et du district polymétallique de Villecelle. La commune est ainsi concernée par le risque minier, principalement lié à l’évolution des cavités souterraines laissées à l’abandon et sans entretien après l’exploitation des mines.
Dans plusieurs parties du territoire national, le radon, accumulé dans certains logements ou autres locaux, peut constituer une source significative d’exposition de la population aux rayonnements ionisants. Certaines communes du département sont concernées par le risque radon à un niveau plus ou moins élevé. Selon la classification de 2018, la commune de Pézènes-les-Mines est classée en zone 3, à savoir zone à potentiel radon significatif.

## Histoire
La région semble avoir été habitée dès le Néolithique (8000-2000 ans av. J.-C.). Le dolmen du lieu-dit le Puech témoigne de la présence d’hommes. Les Romains y ont laissé des traces. On trouve ainsi un pont romain derrière l’église ; en 1985, un pressoir à vin romain a été découvert au Mas de Pommier. De plus, l'église de l’Épiphanie-du-Seigneur, récemment rénovée et aujourd'hui salle de rencontre et d'exposition est d'origine romaine.
Au VIIIe siècle, Charlemagne aurait (d’après les récits des anciens) choisi Pézènes pour préparer une bataille contre les Sarrasins aux lieux-dits « Champs de Rassemblements » et « Champs de Rencontre ».
Lors de la Révolution française, les citoyens de la commune se réunissent au sein de la société révolutionnaire, baptisée « société populaire » en l’an II. Le décret du 17 juillet 1926 modifie le nom de la commune de Pézènes qui devient Pézènes-les-Mines.

## Économie et géologie
Le supplément de nom « les-Mines » est dû à la bauxite exploitée dans les alentours (La Braunhe, Peyreblanque, Uston) pour en extraire l’aluminium. Ce minerai est exploité dans la région de Bédarieux, La Tour-sur-Orb, Carlencas et Pézènes-les-Mines depuis le début du XIXe siècle. La bauxite de l’Hérault correspond à des roches argileuses qui contiennent jusqu’à 65 % d’aluminium oxydé. Elles sont accompagnées d'oxyde de fer, qui leur donne une couleur rouge. Un grand nombre d'autres minéraux sont également présents dans le sol de la commune en petites proportions. Ce sont des roches généralement marron, rouges ou roses, parfois blanches, rarement jaunes. Pendant la Seconde Guerre mondiale, les mines de bauxite ont été exploitées par l'occupant allemand qui avait un besoin urgent d'aluminium pour sa production aéronautique. Depuis les années 1980, des écologistes et des géologues s'occupent des anciennes mines de bauxite et les protègent. Chaque année, ils proposent des tours guidés. En 1999 et 2000, des habitants se sont opposés avec succès à l’exploitation de certaines carrières de bauxite.
La commune et ses alentours sont connus chez les géologues qui y trouvent des espaces géographiques délimitables : le calcaire en bancs lités du Dévonien (à Pézènes-les-Mines) ou les orgues basaltiques (à l'ouest des Montades).
Cette richesse géologique, liée à l’influence des altitudes, s’ajoute au climat méditerranéen. Ainsi se compose un éventail de conditions naturelles où s’épanouissent les plantes les plus variées. Les spécialistes ont dénombré en pays d’Orb les deux-tiers des espèces de la flore française. La pivoine sauvage, le pin de Salzmann poussent ainsi sur le territoire de la commune.

## Politique et administration
| Période   | Période   | Identité                    | Étiquette | Qualité                                               |
| --------- | --------- | --------------------------- | --------- | ----------------------------------------------------- |
| 1792      | 1796      | Michel Benezech             |           |                                                       |
| 1796      | 1797      | Antoine Coubert             |           |                                                       |
| 1797      | 1798      | Antoine Bové                |           |                                                       |
| 1798      | 1800      | Michel Benezech             |           |                                                       |
| 1800      | 1801      | Antoine Bové                |           |                                                       |
| 1801      | 1805      | Antoine Couberc             |           |                                                       |
| 1805      | 1816      | Jean-Jacques Pierre Couberc |           |                                                       |
| 1816      | 1818      | Pierre Bouvé                |           |                                                       |
| 1818      | 1822      | Pierre Baumel               |           |                                                       |
| 1822      | 1848      | Jean-Jacques Pierre Couberc |           |                                                       |
| 1848      | 1852      | Antoine Marie Jésus Baumel  |           |                                                       |
| 1852      | 1853      | Eugène Coubert              |           |                                                       |
| 1855      | 1862      | Antoine Marie Jésus Baumel  |           |                                                       |
| 1862      | 1879      | Julien Achille Baumel       |           |                                                       |
| 1879      | 1881      | Ferdinand Baumel            |           |                                                       |
| 1881      | 1889      | Auguste Couderc             |           |                                                       |
| 1889      | 1892      | Félix Abbes                 |           |                                                       |
| 1892      | 1904      | Auguste Couderc             |           |                                                       |
| 1904      | 1908      | Antonin Jeanjean            |           |                                                       |
| 1908      | 1908      | André Couderc               |           |                                                       |
| 1908      | 1912      | Albert Poujol               |           |                                                       |
| 1912      | 1915      | Zéphirin Calvet             |           |                                                       |
| 1915      | 1921      | Joseph Rességuier           |           |                                                       |
| 1921      | 1925      | Paul Calmette               |           |                                                       |
| 1925      | 1944      | Jules Parado                |           |                                                       |
| 1944      | 1959      | Gaston Gayraud              |           | Président du Comité local de Libération jusqu'en 1945 |
| 1959      | 1971      | Éloi Villemagne             |           |                                                       |
| 1971      | mars 2001 | Guy Villemagne              |           | Maire honoraire                                       |
| mars 2001 | 2020      | Jacques Arbouy              | SE        | Retraité de la Fonction publique territoriale         |
| 2020      | En cours  | Alain Bozon                 |           |                                                       |

## Démographie

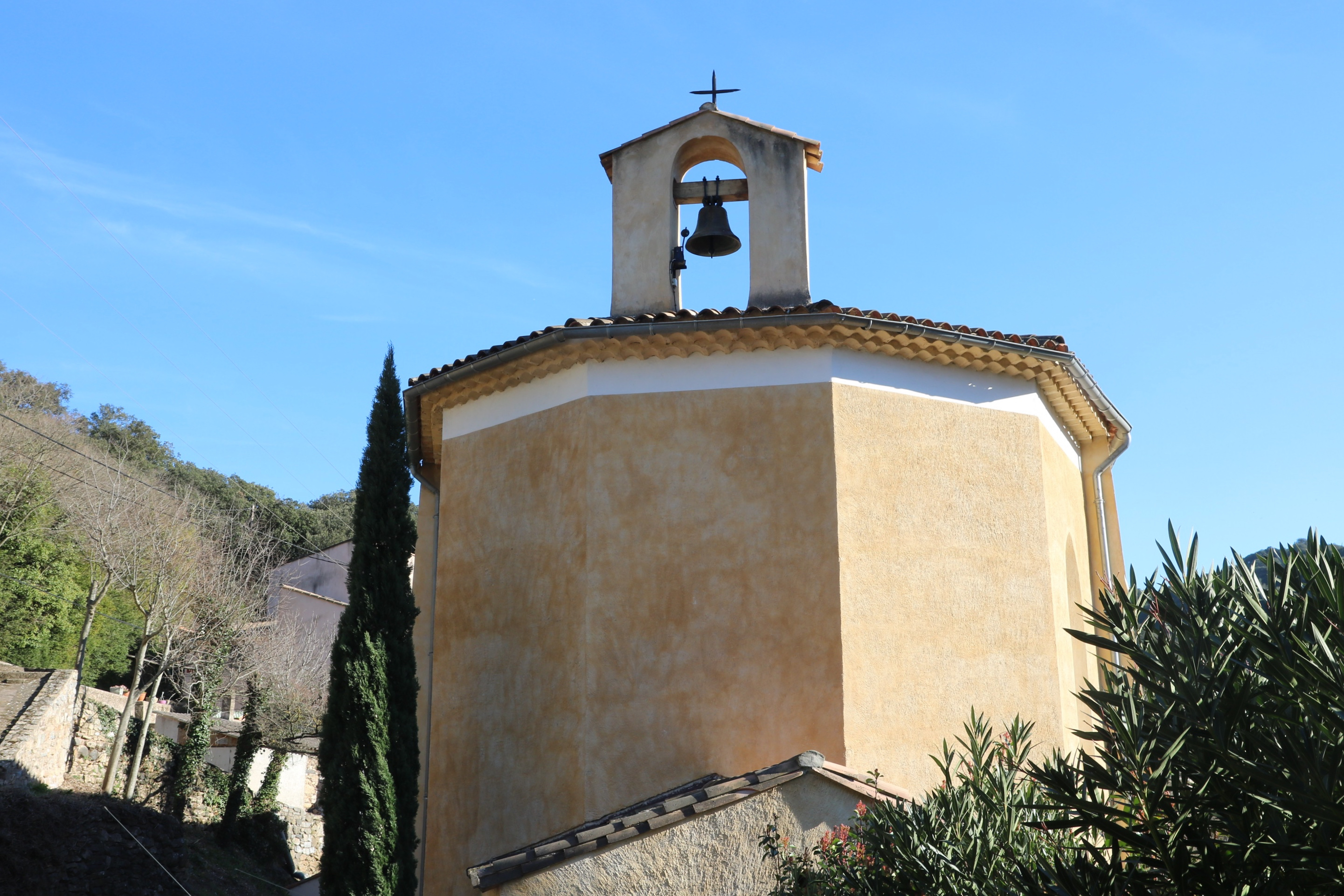
Église de l'Épiphanie-du-Seigneur.

Au dernier recensement, la commune comptait 236 habitants.
| 1793 | 1800 | 1806 | 1821 | 1831 | 1836 | 1841 | 1846 | 1851 |
| ---- | ---- | ---- | ---- | ---- | ---- | ---- | ---- | ---- |
| 440  | 474  | 508  | 544  | 551  | 549  | 517  | 506  | 529  |

| 1856 | 1861 | 1866 | 1872 | 1876 | 1881 | 1886 | 1891 | 1896 |
| ---- | ---- | ---- | ---- | ---- | ---- | ---- | ---- | ---- |
| 503  | 467  | 471  | 479  | 503  | 410  | 424  | 411  | 403  |

| 1901 | 1906 | 1911 | 1921 | 1926 | 1931 | 1936 | 1946 | 1954 |
| ---- | ---- | ---- | ---- | ---- | ---- | ---- | ---- | ---- |
| 383  | 422  | 342  | 296  | 260  | 271  | 279  | 197  | 181  |

| 1962 | 1968 | 1975 | 1982 | 1990 | 1999 | 2005 | 2006 | 2010 |
| ---- | ---- | ---- | ---- | ---- | ---- | ---- | ---- | ---- |
| 178  | 151  | 150  | 180  | 207  | 172  | 185  | 193  | 244  |

| 2015 | 2020 | 2022 | - | - | - | - | - | - |
| ---- | ---- | ---- | - | - | - | - | - | - |
| 244  | 234  | 236  | - | - | - | - | - | - |

## Culture locale et patrimoine

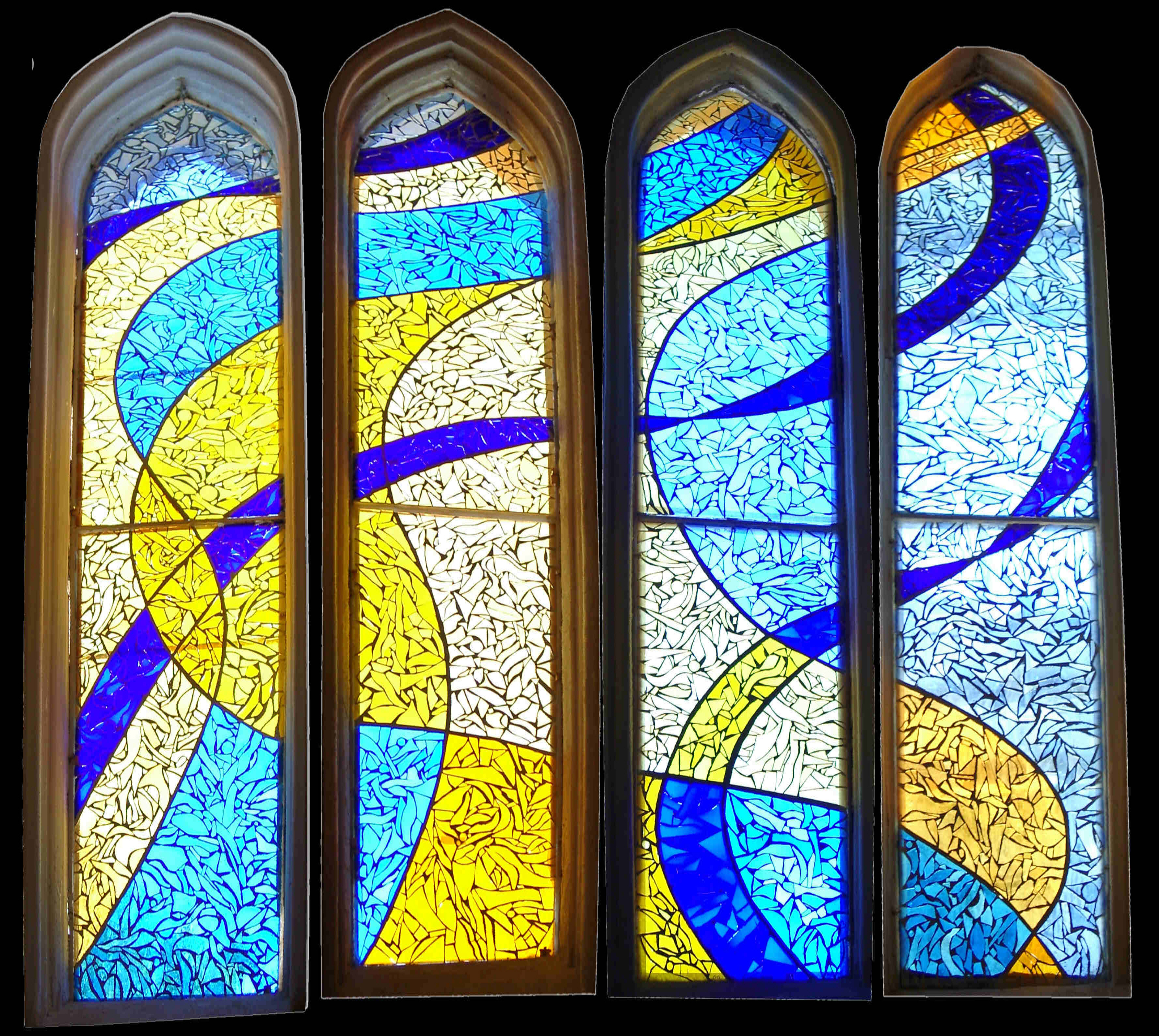
Vitraux de Verena Barthes à l'église

### Lieux et monuments
Le baron R.M de Gobert de Sardans a durant les dernières décennies du XXe siècle acheté et rénové plusieurs habitations de cette commune. Connu pour ses restaurations de constructions médiévales, il donna l'impulsion au début des années 1970 à un mouvement de restauration du patrimoine du village. A trouvé une partie de la bibliothèque dont les annales de Tacite de Pierre-Maurice-Emmanuel. Capitaine Infanterie. Chevalier de Saint-Louis. Pézennes au diocèse de Béziers. Érigé en marquisat en 1750.
Monuments :
- Église romane de l’Épiphanie-du-Seigneur, restauré en 2010, aujourd'hui salle d'expositions ;
- Pont romain traversant la rivière de la Peyne ;
- Château féodal XIe et XIIe siècles (privé) ;
- Chapelle de Notre-Dame-d’Ourgas aux Montades ;
- Stèle des aviateurs au Bois de Pouzes, commémorant le crash d'un avion au mois d'août 1930[29].

### Héraldique
|  | Les armoiries de Pézènes-les-Mines se blasonnent ainsi : De sable au pairle losangé d'argent et d'azur. Supports : 2 lévriers, couronne Marquis, un buste de maure en cimier. |